# اوبریگ‌هایم (راینلاند-فالتس)
اوبریگهایم (به آلمانی: Obrigheim) یک شهر در آلمان است که در باد دورکهایم واقع شده‌است. اوبریگهایم ۲٬۷۸۵ نفر جمعیت دارد.